# Ахуново (Благоварский район)
Аху́ново (баш. Ахун) — деревня в Благоварском районе Республики Башкортостан Российской Федерации. Входит в состав Троицкого сельсовета.

## География

### Географическое положение
Расстояние до:
- районного центра (Языково): 39 км,
- центра сельсовета (Троицкий): 11 км,
- ближайшей ж/д станции (Благовар): 52 км.

## Население
| 2002 | 2009 | 2010 |
| ---- | ---- | ---- |
| 257  | ↘237 | ↘214 |

### Национальный состав
Согласно переписи 2002 года, преобладающие национальности — татары (39 %), башкиры (36 %).